# Joden Houttuinen

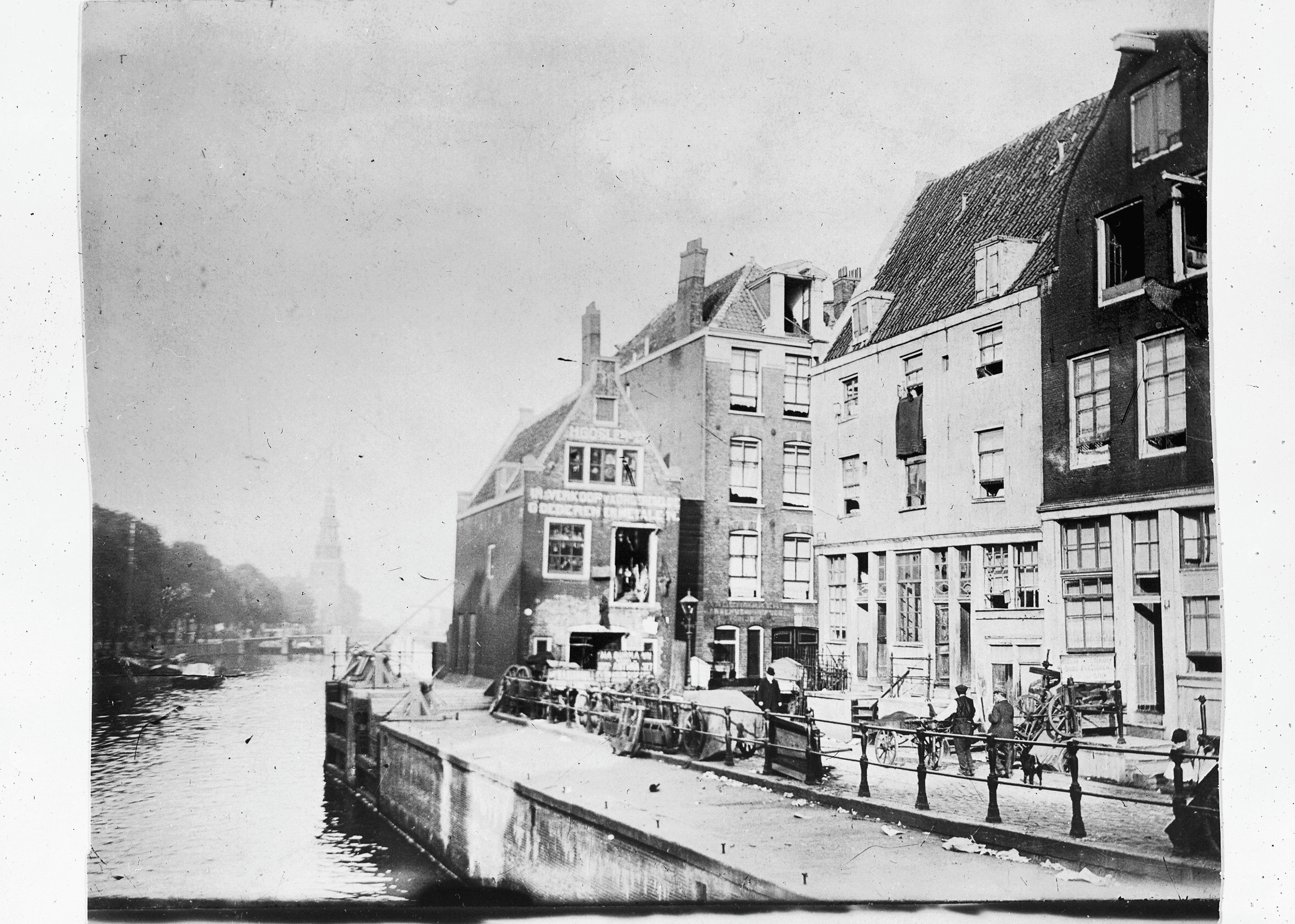
De Sint Antoniessluishoogwaterkering, kijkend in de richting van de Oudeschans. Naast de sluis staan het Goslerhuisje (midden foto) en andere huizen aan de Joden Houttuinen

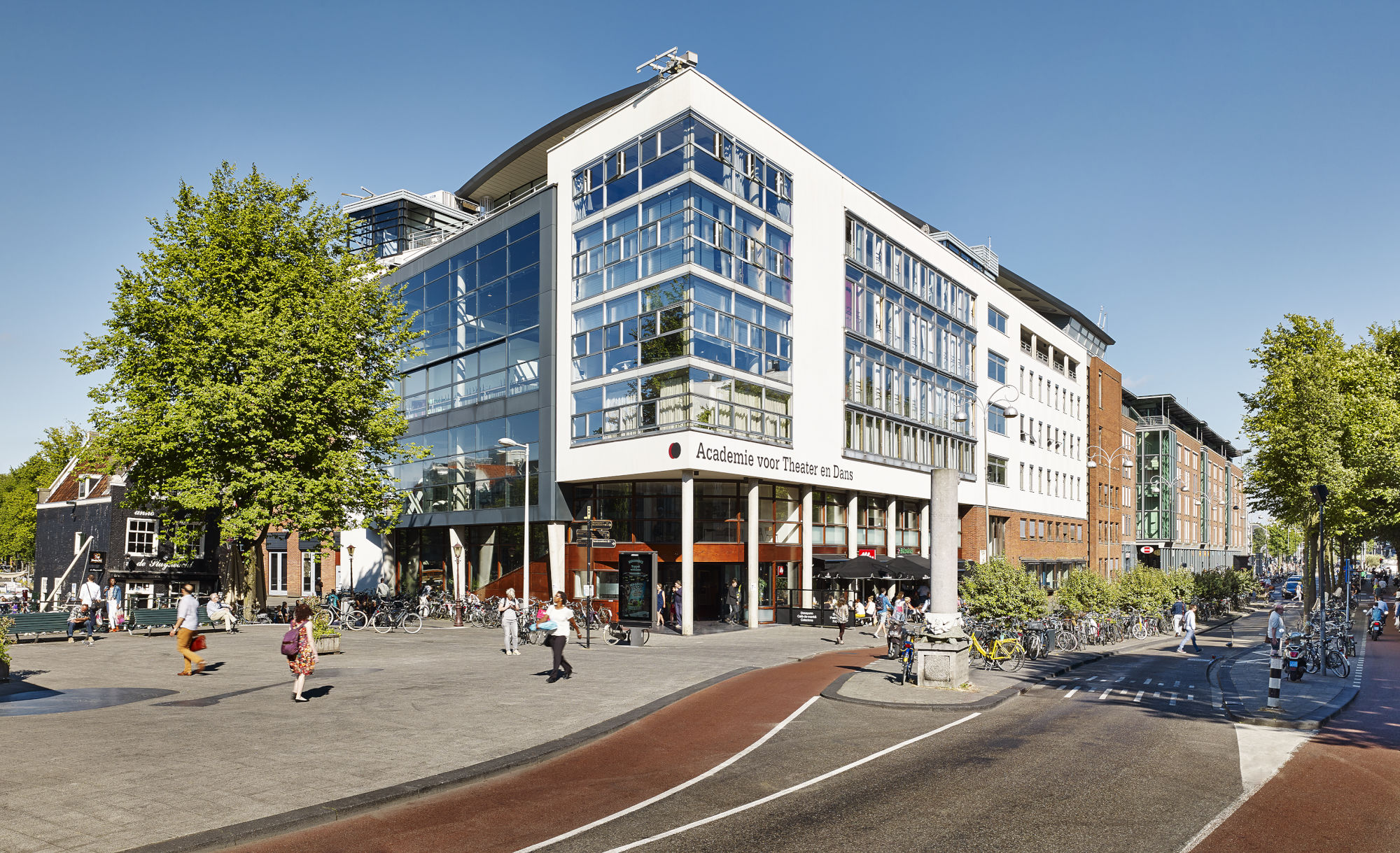
Het huidige gebouw op de plek van de voormalige Joden Houttuinen

De Joden Houttuinen, ook geschreven als Jodenhouttuinen, is een verdwenen straat in de oude Jodenbuurt van Amsterdam. Hier staat vandaag de dag een groot gebouw met onder meer de Amsterdamse Hogeschool voor de Kunsten. Het enige overblijfsel van de oude straat is het Goslerhuisje dat naast de Sint Antoniessluishoogwaterkering staat.
De straat lag op Uilenburg, aan de overkant van de Houtkopersburgwal, en liep parallel aan de Jodenbreestraat. Het noordelijk einde was bij de Sint Antoniesluis.
De Joden Houttuinen werden afgebeeld door verschillende kunstenaars, onder wie Willem Witsen, Sal Meijer en M.H. Mackenzie.

## Geschiedenis

### Joodse krottenwijk
De naam van de straat verwijst naar de oorspronkelijke functie als houttuin (opslagplaats voor hout) en de latere bewoning door voornamelijk Joden. Rond 1620 kwam een golf van arme, voornamelijk Hoogduitse Joden naar Amsterdam. Deze Joden vestigden zich onder meer in de Joden Houttuinen, zoals de straat hierna bekendstond.
De Joden Houttuinen vormden een deel van de zogenaamde Jodenhoek. Hiermee werd de Joden Houttuinen, Valkenburgerstraat, Uilenburgerstraat en (oude) Batavierstraat bedoeld. Het was een sloppenwijk waar de armste Joden van de stad opeengehoopt woonden in kleine eenkamerwoningen in nauwe steegjes en straatjes.
In 1901 verscheen een rapport over de Amsterdamse krottenwijken, Krotten en sloppen van Louis M. Hermans. In dit boekje beschreef Hermans ook de Joden Houttuinen. Daar was "een slop 'Wijde gang' waar zo veel ongedierte is dat vader en moeder in de zomer op de vensterbanken slapen omdat in het 'donkere gat, dat men bedstede noemt' de wandluizen zo bijten. Alleen de van het venten of bedelen uitgeputte kinderen kunnen er slapen, al krabben zij ook het vuile vleesch tot bloedens toe in hun slaap."

### Tweede Wereldoorlog
Tijdens de Tweede Wereldoorlog werden de Joodse bewoners van de straat afgevoerd naar de Duitse concentratiekampen, waar de meesten omkwamen.
Aan de Joden Houttuinen was een boksschool gevestigd, Olympia genaamd. In 1940 organiseerden Joodse jongeren zich hier tot een knokploeg om zich te verdedigen tegen de Weerbaarheidsafdeling (WA) van de Nationaal-Socialistische Beweging (NSB). Zij waren betrokken bij een vechtpartij op het Waterlooplein op 11 februari 1941 waarbij WA'er Hendrik Koot dodelijk gewond raakte. Zijn dood en de daaropvolgende anti-Joodse maatregelen leidden tot de Februaristaking.

### Na de oorlog
De schrijver Jan Cremer woonde begin jaren 1960 op een kleine etage boven oudijzerhandel en sloperij Sal de Jong, aan de Joden Houttuinen 30, samen met zijn toenmalige vriendin Hester le Clerq en twee kleine kinderen. Hier schreef hij Ik Jan Cremer.
De vervallen panden aan de Joden Houttuinen werden later in de jaren 1960 gesloopt, gelijktijdig met de tegenoverliggende huizen aan de Jodenbreestraat. In 1971 werd het Burgemeester Tellegenhuis (in de volksmond bekend als het Maupoleum) op de plek van de Houttuinen gebouwd. Dit bouwwerk, dat bekendstond als een van de lelijkste gebouwen van Nederland, werd in 1994 weer gesloopt en vervangen door het huidige gebouw met onder meer de Amsterdamse Hogeschool voor de Kunsten.